# Vlad II Dracul
Vlad II (en rumano: Vlad al II-lea), también conocido como Vlad Dracul (en rumano: Vlad al II-lea Dracul) o Vlad el Dragón (antes de 1395 - noviembre de 1447), fue príncipe (o vaivoda) de Valaquia desde 1436 hasta 1442, y nuevamente desde 1443 hasta 1447. Es conocido como el padre de Vlad el Empalador o Drácula. Nacido como hijo bastardo de Mircea I de Valaquia, pasó su juventud en la corte de Segismundo de Luxemburgo, quien lo nombró miembro de la Orden del Dragón en 1431 (de ahí su sobrenombre). También lo reconoció como el legítimo príncipe de Valaquia, lo que le permitió establecerse en la cercana Transilvania. Vlad Dracul no pudo hacer valer sus derechos mientras viviera su medio hermano, Alejandro Aldea, quien reconoció la soberanía del sultán otomano, Murad II.
Después de la muerte de Alejandro I en 1436, se apoderó de su trono con el apoyo de Hungría. Tras la muerte de Segismundo de Luxemburgo en 1437, la posición húngara se debilitó, lo que provocó que rindiera homenaje a Murad II, quien lo conminó a participar en su invasión de Transilvania en el verano de 1438. Juan Hunyadi, gobernador de Transilvania, llegó a Valaquia para convencerlo de unirse a una cruzada contra su soberano en 1441. Después de que Hunyadi venciera a un ejército otomano en sus dominios, el sultán le ordenó dirigirse a Edirne, donde fue apresado en 1442. Los húngaros invadieron su territorio y colocaron en el trono a su primo, Basarab II.
Fue liberado antes de que finalizara ese año, pero se vio obligado a dejar a sus dos hijos pequeños como rehenes en la corte de los otomanos. En 1443, recuperó su principado con el apoyo de estos. Se mantuvo neutral durante la «larga campaña» de Hunyadi contra el Imperio otomano entre octubre de 1443 y enero de 1444, pero envió a cuatro mil caballeros en su ayuda durante la cruzada de Varna. Con el soporte de una flota borgoñona, capturó la importante fortaleza otomana de Giurgiu en 1445. Hizo las paces con el sultán en 1446 o 1447, lo que contribuyó al deterioro de su relación con Hunyadi. Este último invadió Valaquia, quien lo obligó a huir de Târgoviște, su capital, a finales de noviembre y sería asesinado en una aldea cercana.

## Primeros años
Los primeros años de Vlad Dracul está pobremente documentada. Nació antes de 1395 y era uno de los numerosos hijos ilegítimos de Mircea I de Valaquia. Los biógrafos modernos de Vlad Dracul están de acuerdo en que fue enviado como rehén a Segismundo de Luxemburgo, rey de Hungría, en 1395 o 1396. Segismundo mencionó que había sido educado en su corte, sugiriendo que pasó su juventud en Buda, Núremberg y otras ciudades importantes de Hungría y del Sacro Imperio Romano Germánico.
Mircea I murió en 1418, y su único hijo legítimo, y cogobernante, Miguel, lo sucedió. Dos años más tarde, murió luchando contra su primo, Dan II, hijo del hermano mayor de su padre, Dan I. Durante la década siguiente, Dan II y otro hijo ilegítimo de Mircea I, Radu II Praznaglava, lucharon entre sí por Valaquia.

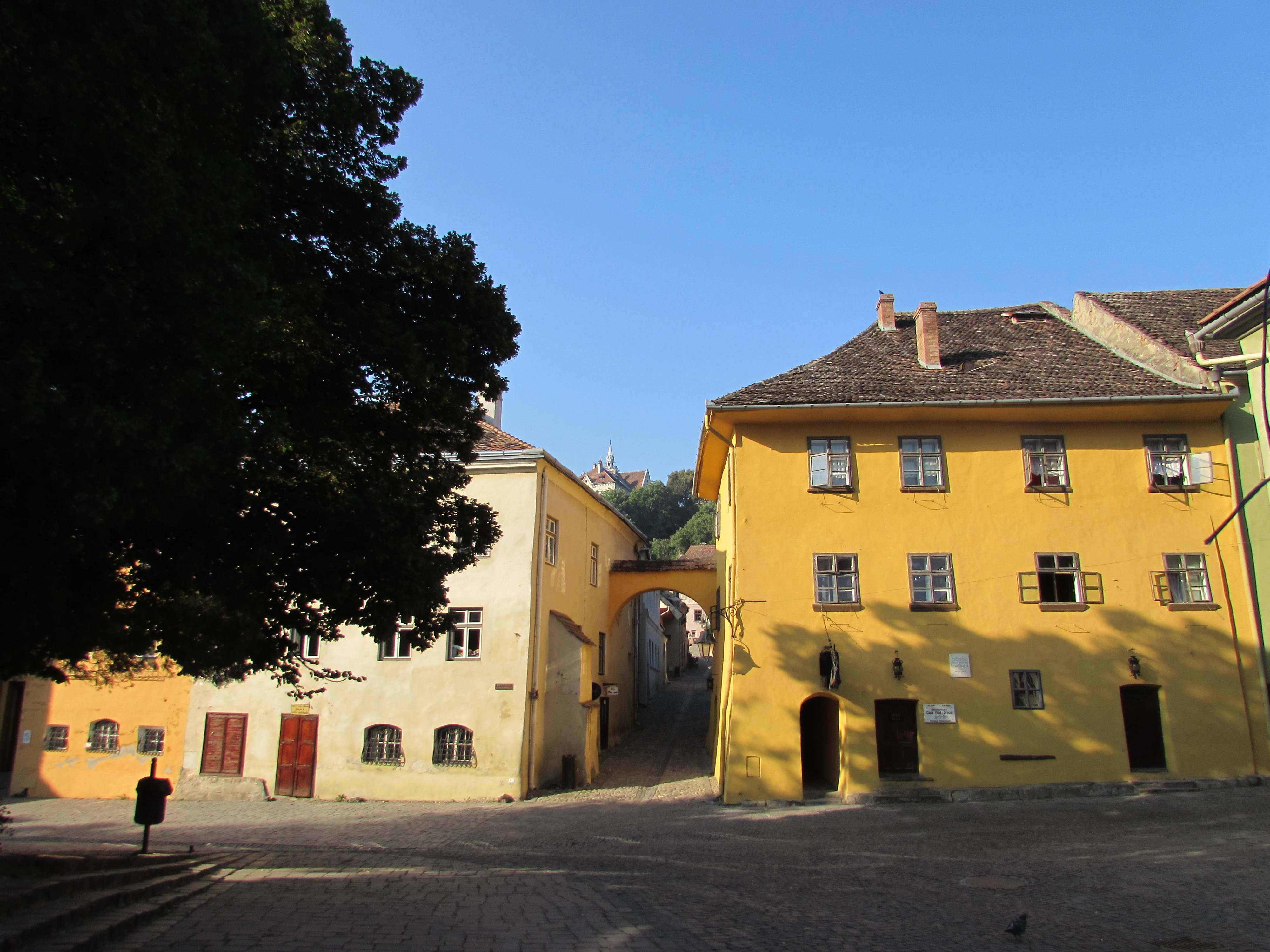
La casa en la plaza principal de Sighișoara donde vivió Vlad Dracul a principios de la década de 1430.

Vlad Dracul se dirigió de Buda a Polonia sin la autorización del rey a principios de 1423, pero fue capturado antes de llegar a la frontera. En poco tiempo, los húngaros reconocieron a Dan II como el gobernante legítimo de Valaquia. El historiador bizantino, Ducas, registró que Vlad Dracul era «un oficial en el ejército» del emperador bizantino, Juan VIII Paleólogo, y que «tenía acceso» al palacio imperial de Constantinopla. El historiador Radu Florescu dice que Segismundo lo había designado para recibir a Juan VIII —que había venido a Italia para buscar ayuda contra los otomanos— en Venecia en 1423, y que acompañó al emperador de regreso a Constantinopla. Después de darse cuenta de que Juan VIII no podía ayudarlo a apoderarse de Valaquia, regresó a Hungría en 1429.
Segismundo nombró a Vlad Dracul miembro de primera clase de la Orden del Dragón, una orden de caballería fundada por este, en Núremberg el 8 de febrero de 1431. Otros miembros de primera clase incluyeron a Alfonso V de Aragón y Vitautas, Gran Duque de Lituania. La insignia en forma de dragón de la orden dio lugar a su sobrenombre rumano, Dracul («el Dragón»), por los que sus hijos serían conocidos como Drácula («hijo de Dracul»). Vlad Dracul juró lealtad a Segismundo, quien lo declaró príncipe legítimo de Valaquia. También tuvo que prometer que defendería a la Iglesia católica. Sin embargo, no recibió su ayuda para apoderarse del principado. En el verano, su medio hermano, Alejandro Aldea, invadió Valaquia con el apoyo de Moldavia y destronó a Dan II.
No abandonó sus derechos principescos y se estableció en Transilvania. Un mural neorrenacentista en una casa de tres pisos en la plaza principal de Sighișoara, que fue descubierta en el 500 aniversario de la muerte de su hijo, Drácula, puede representar a Vlad Dracul después de una pintura original, según Radu Florescu. El mural representa a un hombre corpulento de ojos ovalados y bigotes largos que lleva un turbante blanco.
Alejandro Aldea fue a Edirne para rendir homenaje al sultán otomano, Murad II, en 1432. Vlad Dracul quería invadir el principado con el apoyo de los boyardos (o nobles) de Valaquia que habían huido a Transilvania, pero el principal funcionario de Alejandro Aldea, Albu, impidió la invasión. Segismundo le autorizó a comprar armas y reunir un ejército de boyardos exiliados solo en 1434. En 1435, el príncipe cayó gravemente enfermo y nunca se recuperó. Aprovechando la enfermedad de su medio hermano, irrumpió en Valaquia, pero este y sus aliados otomanos lo obligaron a retirarse.

## Reinado

### Primer reinado

Territorios gobernados por Mircea I de Valaquia, padre de Vlad Dracul, hacia 1390.

Alejandro Aldea murió en el otoño de 1436, lo que permitió a Vlad Dracul apoderarse de Valaquia con el apoyo de Hungría. No destituyó a los funcionarios de su predecesor con la excepción de Albu, que se convirtió así en su enemigo. Tampoco no confirmó el tratado que su medio hermano había concluido con los otomanos, provocando una incursión otomana contra Valaquia en noviembre.
Su protector, Segismundo de Luxemburgo, murió el 9 de diciembre de 1437. La muerte del rey y el levantamiento de los campesinos de Transilvania debilitaron a Hungría, lo que lo obligó a buscar la reconciliación con el Imperio otomano. Fue a Edirne y juró lealtad a Murad II. También prometió pagar un tributo anual al sultán y apoyar sus campañas militares. En poco tiempo, el sultán decidió invadir Hungría y reunió a sus tropas en Vidin.
Alberto de Habsburgo (quien era el yerno y sucesor de Segismundo de Luxemburgo) escribió una carta a Vlad Dracul, ordenándole que protegiera Transilvania. Ignorando la orden del rey, se unió a Murad II, quien llegó a Valaquia al frente de su ejército en el verano de 1438, sirviéndolo como su guía. Las tropas otomanas y valacas irrumpieron en Hungría en Orșova. Derrotaron al ejército de un kenez valaco local, Cândea, cerca de Hațeg. Marcharon a lo largo del río Mureș, capturando a Câlnic y Sebeș. En Sebeș, convenció a los líderes de la ciudad para que se rindieran sin resistencia, prometiendo proteger su propiedad si lo acompañaban a Valaquia. Los otomanos y valacos sitiaron Sibiu, pero el asedio duró solamente ocho días. Destruyeron las afueras de Brașov, antes de salir de Hungría cargados de botín y tomando más de treinta mil cautivos.
Después de que el ejército otomano abandonó Valaquia, Vlad Dracul ofreció a Alberto de Habsburgo que pusiera en libertad a los burgueses que habían sido capturados en Sebeș, pero el rey —que los consideraba traidores— rechazó su oferta. Sus intentos por mantener un equilibrio entre Hungría y los otomanos hicieron que tanto el rey como el sultán sospecharan de sus verdaderas intenciones. Alberto de Habsburgo permitió que un pretendiente al trono de Valaquia, Basarab II —que era hijo de Dan II— se estableciera en Hungría. Los otomanos reforzaron la fortaleza de Giurgiu y enviaron nuevas tropas para guarnecer la ciudad.
Alberto de Habsburgo murió el 27 de octubre de 1439. La mayoría de los nobles húngaros eligieron rey a Vladislao III de Polonia a principios de 1440. Vladislao nombró al talentoso comandante militar, Juan Hunyadi, gobernador de Transilvania en febrero de 1441. Hunyadi, que decidió restaurar la influencia húngara en Valaquia, ordenó a los burgueses de Brașov que acuñaran monedas para Vlad Dracul alrededor del 15 de octubre. Dos o tres semanas después, llegó a Târgoviște para reunirse con el príncipe, exigiéndole que se uniera a una cruzada contra el Imperio otomano.
Después de que Hunyadi derrotara a los otomanos en Transilvania en marzo de 1442, el gobernador otomano de Bulgaria acusó a Vlad Dracul de traición, según el historiador contemporáneo Neşri. Murad II lo convocó a Edirne para demostrar su lealtad. Antes de partir, nombró a su hijo mayor, Mircea II, gobernante de Valaquia. Poco después de llegar a Edirne, fue capturado por orden del sultán. Estuvo cautivo en Galípoli.

### Prisionero de los otomanos y segundo reinado

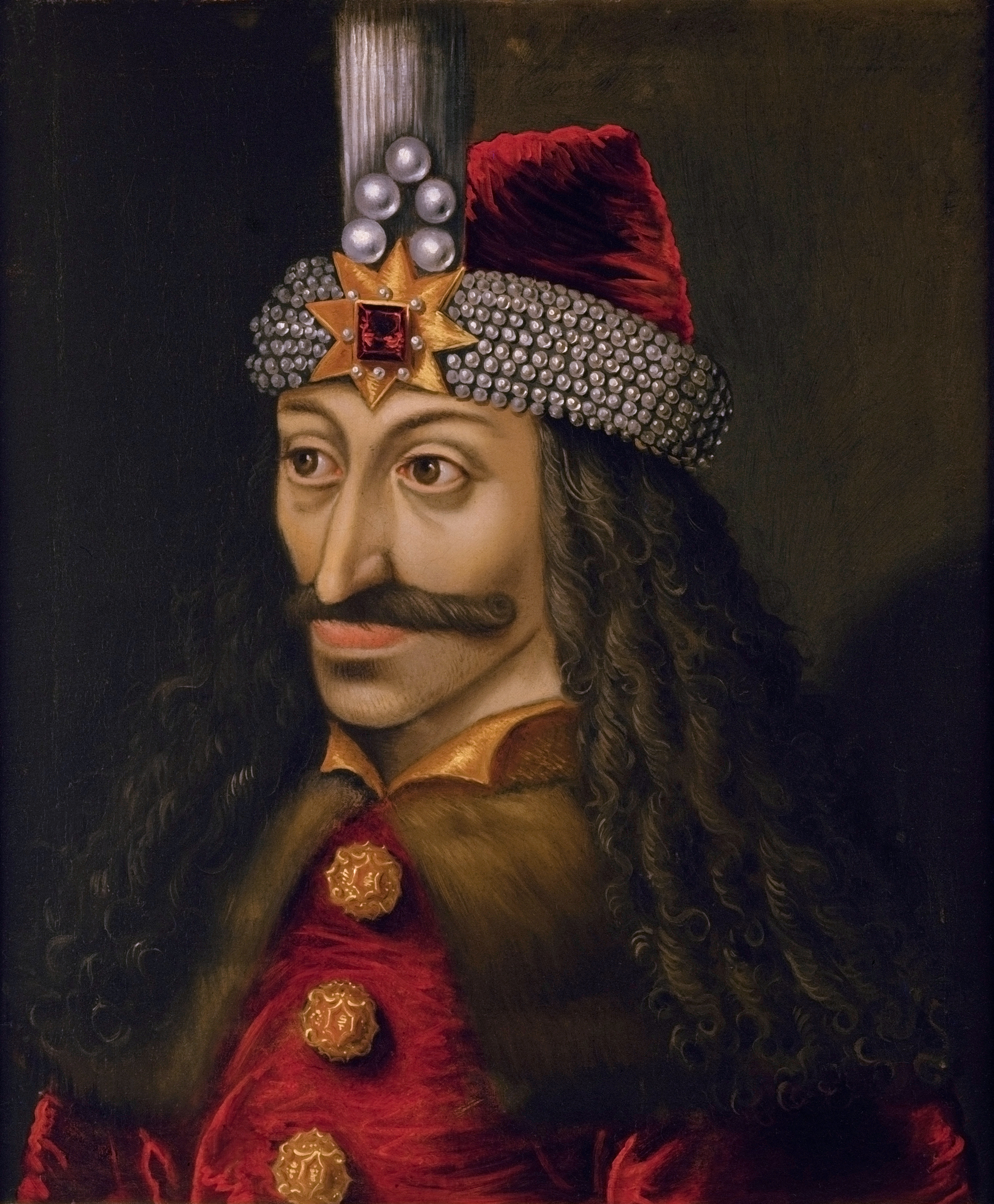
Vlad el Empalador (o Drácula), hijo de Vlad Dracul.

Murad II envió a Hadım Şehabeddin, beylerbey (o gobernador) de Rumelia, a anexar Valaquia en agosto de 1442. Hunyadi aniquiló al ejército otomano en los Cárpatos en septiembre, y nombró príncipe de Valaquia a Basarab II. Antes del final de ese año, el sultán liberó a Vlad Dracul. Tuvo que prometer que no apoyaría a los enemigos del Imperio otomano y que pagaría un tributo anual. Además enviaría a quinientos niños valacos a servir como jenízaros en su ejército. También se vio obligado a dejar a sus dos hijos, Vlad y Radu, como rehenes en la corte de los otomanos.
Se desconocen las circunstancias del regreso de Vlad Dracul a Valaquia. Recuperó su trono entre marzo y septiembre de 1443. Durante la «larga campaña» de Hunyadi contra el Imperio otomano, que duró desde octubre de 1443 hasta enero de 1444, permaneció neutral, especialmente porque el sultán prometió la liberación de sus dos hijos. En las negociaciones de paz que siguieron entre Hungría y el Imperio otomano, Murad II estaba dispuesto a liberar a Vlad Dracul de su obligación de visitar personalmente su corte, pero el legado papal, Giuliano Cesarini, impidió la ratificación del tratado de paz. En cambio, instó a Vladislao III a continuar la cruzada. Por otro lado, Vlad Dracul trató de disuadirlo de emprender la guerra, recordándole que Murad II iba a cazar con más criados de los que este disponía de tropas, según el historiador polaco Jan Długosz. Sin embargo, envió cuatro mil caballeros al mando de su hijo Mircea II, para luchar contra los otomanos.

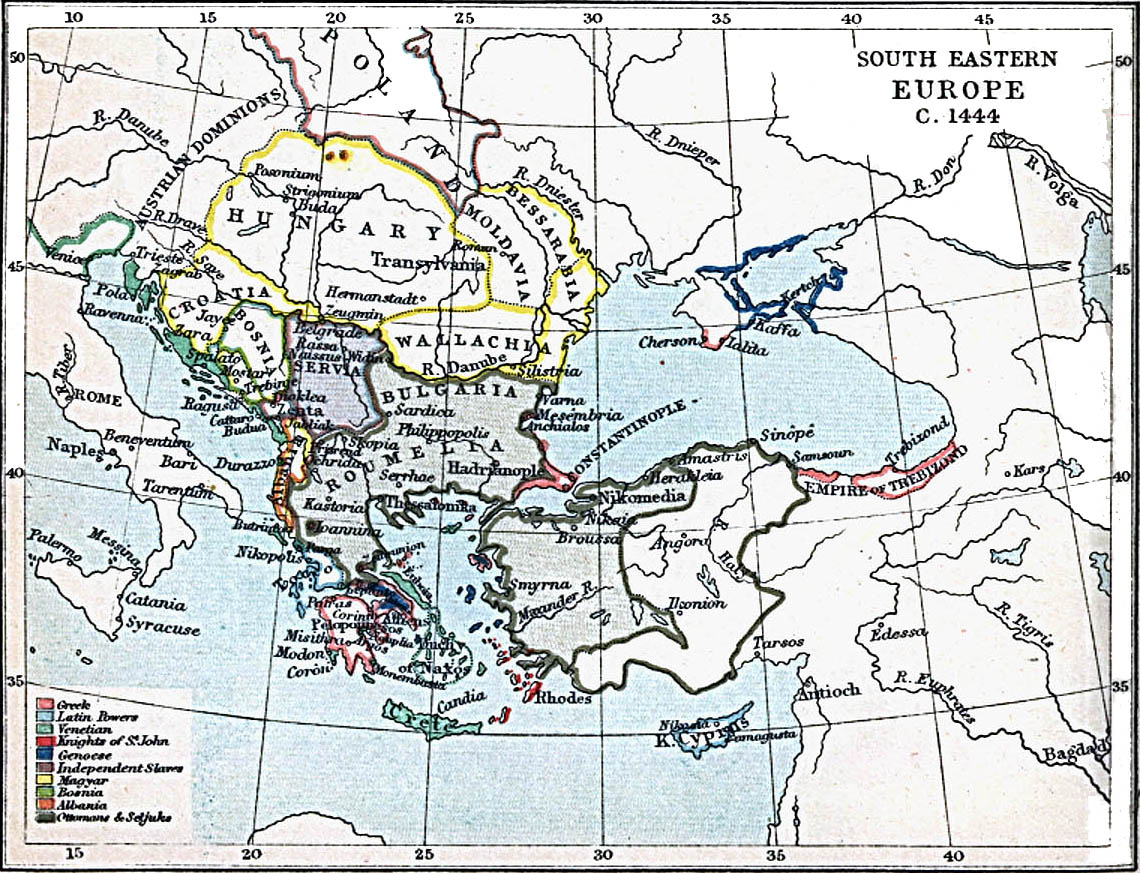
Mapa de Europa del Sudeste hacia 1444.

La cruzada terminó con la catastrófica derrota en la batalla de Varna el 10 de noviembre de 1444. Después de la batalla, Hunyadi quiso regresar a Hungría a través de Valaquia, pero fue capturado por soldados valacos en el Danubio. El príncipe valaco solamente lo liberó después de que Lorenzo Héderváry, palatino de Hungría, amenazara con una guerra. Según el historiador John Jefferson, mantuvo a Hunyadi en cautiverio porque quería entregárselo al sultán. Camil Mureşanu escribe que solo fue encarcelado porque los soldados que lo capturaron no lo reconocieron. El historiador Kurt W. Teptow dice que Vlad Dracul responsabilizó a Hunyadi por la catástrofe y casi lo mata. Después de liberarlo, le entregó preciosos obsequios y lo acompañó hasta la frontera con Hungría.

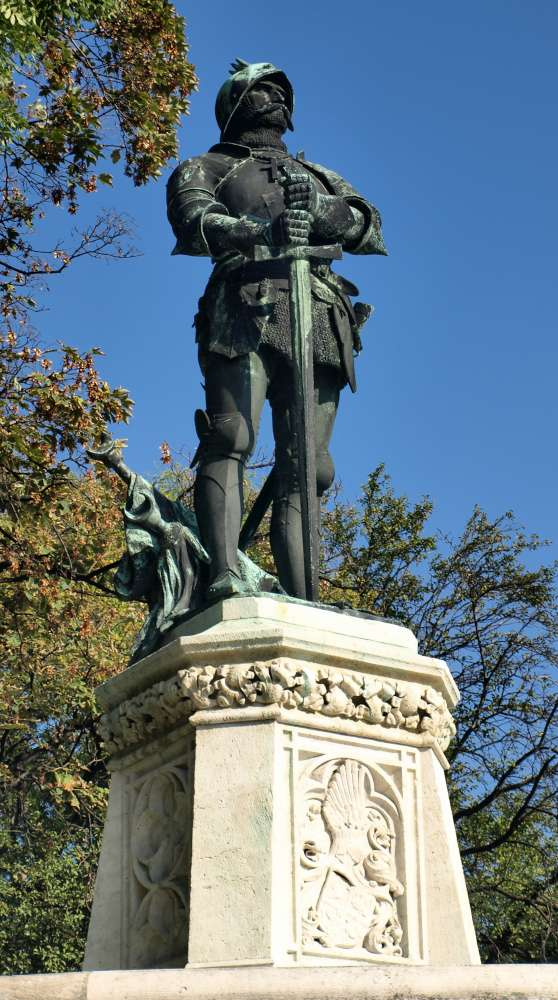
Juan Hunyadi, quien destronó a Vlad Dracul en 1447, escultura de István Tóth en Budapest.

Una flota de cruzados borgoñones atacó a la flota otomana en el Mar Negro en la primavera de 1445. El comandante de la flota, Walerand de Wavrin, mando enviados a Hungría para iniciar negociaciones sobre una campaña conjunta contra el Imperio otomano. A petición de Hunyadi, uno de los emisarios de Wavrin, Pedro Vasque de Saavedra, visitó la corte valaca y lo convenció de que se reuniera con este. En julio, Vlad Dracul fue a Isaccea, donde hizo una alianza con los borgoñones. Reunió un ejército de cuatro a seis mil hombres y lo puso bajo el mando de su hijo Mircea II.
El ejército borgoñón-valaco sitió Silistra a mediados de septiembre, pero no pudo capturarla. Sin embargo, en poco tiempo conquistaron y destruyeron el pequeño fuerte de Tutrakan. Vlad Dracul convenció a Wavrin de atacar Giurgiu, diciendo que siempre que los otomanos «quieran acosar a Valaquia o Transilvania, ellos y sus caballos pueden cruzar» el Danubio cerca de la isla fortificada de Giurgiu, conectada a la ribera de Valaquia por un puente. Durante el asedio, dos anillos de hierro de una gran bombarda de repente se quebró, matando a dos soldados, debido a que el príncipe valaco, que estaba al mando de la artillería, no permitió que la bombarda se enfriara después de los ataques. La guarnición de la fortaleza capituló con la condición de que se les permitiera partir libremente hacia el Imperio otomano. Sin embargo, después de que abandonaron la fortaleza, dos mil soldados valacos los atacaron y masacraron por orden de Vlad Dracul, porque consideraba al comandante de la guarnición responsable de su cautiverio en 1442.
En poco tiempo, la guarnición de Ruse también capituló. El príncipe dio asilo a más de once mil búlgaros que se habían rebelado contra los otomanos, ayudándolos a cruzar el Danubio hacia Valaquia. Los cruzados borgoñones y los valacos se acercaron a Nicópolis, donde un ejército húngaro bajo el mando de Hunyadi se les unió el 14 de septiembre. Sin embargo, una nevada temprana obligó a los cruzados a abandonar la campaña en octubre, porque temían que el Danubio se congelara.
La relación entre Valaquia y Hungría pronto se deterioró. En una carta escrita a finales de 1445 a los habitantes de Brașov, Vlad Dracul se quejaba de que sus comerciantes fueron arrestados en Transilvania, aunque había dejado a sus «pequeños hijos para que fueran masacrados por la paz cristiana para que [él] y [su] país [podrían] ser súbditos» del rey de Hungría. Sus palabras evidencian que estaba convencido de que sus dos hijos habían sido asesinados en el Imperio otomano, pero que el sultán no les hizo daño. En 1446 o 1447, hizo las paces con los otomanos, e incluso acordó devolver a los refugiados búlgaros al Imperio otomano. Intervino en la lucha por el trono de Moldavia a favor de Román II de Moldavia en julio de 1447.  Los polacos también apoyaron a Román, pero el oponente de este, Pedro II, era el protegido de Hunyadi.
El 20 de julio de 1447, Hunyadi ordenó a los burgueses de Brașov que dieran refugio a un pretendiente al trono de Valaquia, Vladislao, que era primo de Vlad Dracul. Hunyadi irrumpió inesperadamente en Valaquia a fines de noviembre, llevándose consigo a Vladislao (también conocido como Dan). El príncipe huyó de Târgoviște, pero fue capturado y asesinado en las marismas de Bălteni. En una carta escrita el 4 de diciembre de 1447, Hunyadi se nombró «gobernador de la tierra transalpina» (Valaquia) y se refirió a Târgoviște como su fortaleza, lo que implica que había tomado el control del principado en ese momento. Después, colocó a Vladislao en el trono de Valaquia.
No se ha identificado el lugar del entierro de Vlad Dracul. Cazacu dice que probablemente fue enterrado en el monasterio de Snagov. Florescu escribe que lo sepultaron en una capilla en el monasterio de Dealu cerca de Târgoviște.

## Matrimonio y descendencia
| \| \| \| \| \| \| \| \| \| \| \| \| \| \| \| \| \| \| \| \| 16. Basarab I de Valaquia \| \| \| \| \| \| \| \| \| \| \| \| \| \| \| \| \| \| \| \| \| \| \| \| \| \| \| \| \| \| \| \| \| \| \| \| \| \| \| \| \| \| \| \| \| \| \| \| \| \| \| \| \| \| 8. Nicolás Alejandro de Valaquia \| \| \| \| \| \| \| \| \| \| \| \| \| \| \| \| \| \| \| \| \| \| \| \| \| \| \| \| \| \| \| \| \| \| \| \| \| \| \| \| \| \| \| \| \| \| \| \| \| \| \| \| \| \| 17. Margarita \| \| \| \| \| \| \| \| \| \| \| \| \| \| \| \| \| \| \| \| \| \| \| \| \| \| \| \| \| \| \| \| \| \| \| \| \| \| \| \| \| \| \| \| \| \| \| \| \| \| \| \| \| \| 4. Radu I de Valaquia \| \| \| \| \| \| \| \| \| \| \| \| \| \| \| \| \| \| \| \| \| \| \| \| \| \| \| \| \| \| \| \| \| \| \| \| \| \| \| \| \| \| \| \| \| \| \| \| \| \| \| \| \| \| 18. Juan Dobokai \| \| \| \| \| \| \| \| \| \| \| \| \| \| \| \| \| \| \| \| \| \| \| \| \| \| \| \| \| \| \| \| \| \| \| \| \| \| \| \| \| \| \| \| \| \| \| \| \| \| \| \| \| \| 9. Clara Dobokai \| \| \| \| \| \| \| \| \| \| \| \| \| \| \| \| \| \| \| \| \| \| \| \| \| \| \| \| \| \| \| \| \| \| \| \| \| \| \| \| \| \| \| \| \| \| \| \| \| \| \| \| \| \| 2. Mircea I de Valaquia \| \| \| \| \| \| \| \| \| \| \| \| \| \| \| \| \| \| \| \| \| \| \| \| \| \| \| \| \| \| \| \| \| \| \| \| \| \| \| \| \| \| \| \| \| \| \| \| \| \| \| \| \| \| 5. Calinica \| \| \| \| \| \| \| \| \| \| \| \| \| \| \| \| \| \| \| \| \| \| \| \| \| \| \| \| \| \| \| \| \| \| \| \| \| \| \| \| \| \| \| \| \| \| \| \| \| \| \| \| \| \| 1. Vlad II Dracul \| \| \| \| \| \| \| \| \| \| \| \| \| \| \| \| \| \| \| \| \| \| \| \| \| \| \| \| \| \| \| \| \| \| \| \| \| \| \| \| \| \| \| \| \| \| \| \| \| \| \| \| |                                  |  |  |  |  |  |  |  |  |  |  |  |  |  |  |  |
| |                                  |  |  |  |  |  |  |  |  |  |  |  |  |  |  |  |
| | 16. Basarab I de Valaquia        |  |  |  |  |  |  |  |  |  |  |  |  |  |  |  |
| |                                  |  |  |  |  |  |  |  |  |  |  |  |  |  |  |  |
| |                                  |  |  |  |  |  |  |  |  |  |  |  |  |  |  |  |
| | 8. Nicolás Alejandro de Valaquia |  |  |  |  |  |  |  |  |  |  |  |  |  |  |  |
| |                                  |  |  |  |  |  |  |  |  |  |  |  |  |  |  |  |
| |                                  |  |  |  |  |  |  |  |  |  |  |  |  |  |  |  |
| | 17. Margarita                    |  |  |  |  |  |  |  |  |  |  |  |  |  |  |  |
| |                                  |  |  |  |  |  |  |  |  |  |  |  |  |  |  |  |
| |                                  |  |  |  |  |  |  |  |  |  |  |  |  |  |  |  |
| | 4. Radu I de Valaquia            |  |  |  |  |  |  |  |  |  |  |  |  |  |  |  |
| |                                  |  |  |  |  |  |  |  |  |  |  |  |  |  |  |  |
| |                                  |  |  |  |  |  |  |  |  |  |  |  |  |  |  |  |
| | 18. Juan Dobokai                 |  |  |  |  |  |  |  |  |  |  |  |  |  |  |  |
| |                                  |  |  |  |  |  |  |  |  |  |  |  |  |  |  |  |
| |                                  |  |  |  |  |  |  |  |  |  |  |  |  |  |  |  |
| | 9. Clara Dobokai                 |  |  |  |  |  |  |  |  |  |  |  |  |  |  |  |
| |                                  |  |  |  |  |  |  |  |  |  |  |  |  |  |  |  |
| |                                  |  |  |  |  |  |  |  |  |  |  |  |  |  |  |  |
| | 2. Mircea I de Valaquia          |  |  |  |  |  |  |  |  |  |  |  |  |  |  |  |
| |                                  |  |  |  |  |  |  |  |  |  |  |  |  |  |  |  |
| |                                  |  |  |  |  |  |  |  |  |  |  |  |  |  |  |  |
| | 5. Calinica                      |  |  |  |  |  |  |  |  |  |  |  |  |  |  |  |
| |                                  |  |  |  |  |  |  |  |  |  |  |  |  |  |  |  |
| |                                  |  |  |  |  |  |  |  |  |  |  |  |  |  |  |  |
| | 1. Vlad II Dracul                |  |  |  |  |  |  |  |  |  |  |  |  |  |  |  |
| |                                  |  |  |  |  |  |  |  |  |  |  |  |  |  |  |  |
| |                                  |  |  |  |  |  |  |  |  |  |  |  |  |  |  |  |

Según una teoría académica ampliamente aceptada, la esposa de Vlad Dracul era «Cneajna», hija de Alejandro I de Moldavia. La llamaban Eupraxia, según Florescu. El historiador Matei Cazacu escribe que esta fue su segunda esposa. No identifica a su primera esposa. Los descendientes de Vlad Dracul eran conocidos como Drăculești, porque adoptaron su sobrenombre como su patronímico (Drácula). El conflicto entre los Drăculești y los Dănești, descendientes de Dan I de Valaquia y, las disputas entre los miembros de la línea Drăculești contribuyeron a la inestabilidad política en Valaquia del siglo XV.
Los hijos mayores de Vlad Dracul, Mircea II y Vlad el Empalador, fueron mencionados por primera vez en una de sus cartas el 20 de enero de 1437. Mircea II nació alrededor de 1428, Vlad entre 1429 y 1431. Su tercer hijo, Radu el Hermoso, nació antes del 2 de agosto de 1439. Florescu escribe que la hija de Vlad Dracul, Alexandra, se casó con el boyardo valaco Vintilă Florescu. Además de estos, también engendró hijos ilegítimos. Una noble valaca, Călțuna, dio a luz a Vlad el Monje. Casi no se conoce información sobre la vida de otro hijo ilegítimo, Mircea.